# Awad Bing jezik
Awad Bing jezik (awad gey, biliau, bing, samang, semang, sengam; ISO 639-3: bcu), austronezijski jezik Sjevernonovogvinejske jezične skupine, kojim govori 1 450 ljudi (2000 SIL) u sedam sela na zaljevu Astrolabe, u provinciji Madang, Papua Nova Gvineja.
Pripada astrolabskoj jezičnoj podskupini. Govori se nekoliko dijalekata: biliau, yamai, suit, galeg i yori. U upotrebi su i tok pisin [tpi] ili engleski [eng], a neki mogu govoriti i Gedagedski [gdd].

## Vanjske poveznice
- Ethnologue (14th)
- Ethnologue (15th)